# John Reinhard Weguelin

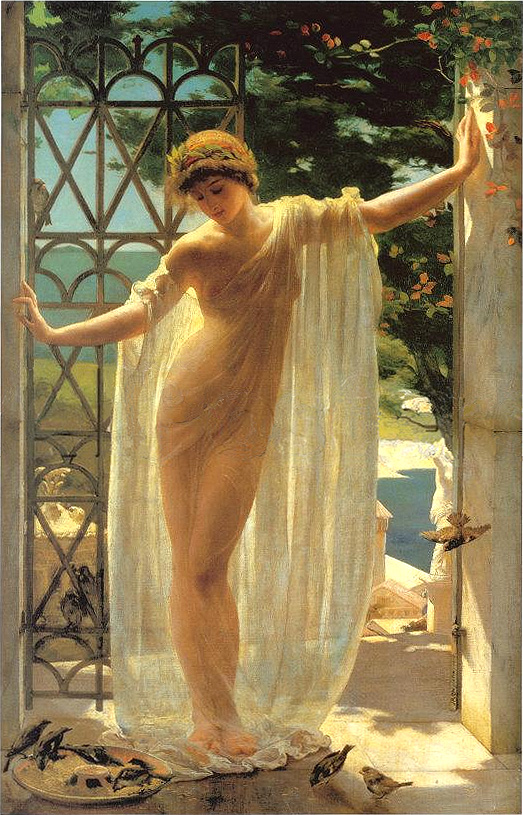
Lesbia (1878), de John Reinhard Weguelin

John Reinhard Weguelin RWS (23 de juny de 1849 – 28 d'abril de 1927) va ser un pintor i il·lustrador anglès, actiu de 1877 fins a 1910. Especialitzat en pintura figurativa amb rerefons eròtic, típicament paisatges o escenes de jardí. Weguelin va emular l'estil neoclàssic d'Edward Poynter i Lawrence Alma-Tadema, una pintura amb referents a l'antiguitat clàssica i la mitologia. Representava escenes de la vida diària a Roma i la Grècia antiga, així com temes mitològics, amb una èmfasi en escenes pastorals. Weguelin també dibuixava temes folklòrics amb nombroses imatges de nimfes i sirenes. Els seus subjectes eren similars als del seu contemporani, John William Waterhouse, qui també es va especialitzar a pintar la figura femenina sobre fons dramàtics, però a diferència de Waterhouse, molts dels seus temes són nus o lleugers de roba. Destaca especialment pel seu ús realista de la llum.
Encara que els seus primers treballs varen ser aquarel·les, totes les obres importants de Weguelin de 1878-1892 eren pintura a l'oli. Per tal de complementar els seus ingressos, va dibuixar i pintar il·lustracions per a diversos llibres, com el més famós Lays of Ancient Rome de Thomas Babington Macaulay. A partir de 1893, Weguelin es va dedicar gairebé per complet a l'aquarel·la, i es va convertir en membre de la Royal Watercolour Society.
La seva obra va ser exhibida a la Royal Academy of Arts i a nombroses galeries de Londres, i va estar ben considerat durant la seva carrera. Tanmateix, va ser oblidat després de la primera Guerra Mundial, quan el seu estil va passar de moda. La seva obra més significada és Lesbia, que representa la musa de faula del poeta romà Catul.

## Vida
John Reinhard Weguelin va néixer el 23 de juny de 1849 al poble de South Stoke, a prop d'Arundel. El seu pare, William Andrew Weguelin, va ser rector de South Stoke, però es va veure obligat a renunciar a la seva posició el 1856, quan es va incorporar al Moviment Tractarià, i es va convertir al catolicisme. Quan encara era un nen, la família va marxar de Sussex cap a Itàlia, on van viure durant uns anys. Weguelin va passar molt temps a Roma, on es va inspirar en l'art i la història. A part d'unes poques classes de dibuix a Itàlia, no va tenir cap formació formal en art durant la seva infantessa. El 1860, als onze anys, va ser enviat amb el cardenal John Henry Newman a l'escola Escola d'Oratòria d'Edgbaston. De 1870 a 1873, va treballar com a agent d'assegurances a la Lloyd's de Londres.
Als vint-i-tres anys, el 1873, es va matricular A la Slade School of Fine Art, llavors dirigida per Edward Poynter. Allí va estudiar durant cinc anys, amb Poynter i amb el seu successor, Alphonse Legros. La seva primera obra exposada va ser una aquarel·la, La mort dels primogènits, a la galeria Dudley el 1877. En la seva graduació de la "Slade" va exposar el seu primer quadre a la Royal Academy.  
Encara que més tard va ser un destacat aquarel·lista, Weguelin no va tornar a fer exposicions amb aquesta tècnica fins a la dècada de 1890, i gairebé totes les seves pintures fins a 1893 varen ser olis.
Va estar fortament influït per l'obra de Lawrence Alma-Tadema, però en pocs anys va desenvolupar la seva pròpia interpretació dels temes clàssics. Començant l'activitat el 1878, va exposar nombroses pintures a diverses galeries de Londres, incloent la Royal Academy, la Grosvenor Gallery, i la New Gallery (Londres). El seu treball també va ser presentat a la Societat d'Artistes britànics. Els seus subjectes inclouen paisatges, temes clàssics i bíblics, i escenes pastorals. També va produir il·lustracions per diversos llibres, incloent l'edició de 1881 de Lays of Ancient Rome de Thomas Babington Macaulay, o The Cat of Bubastes  (1889) de G. A. Henty, un volum de poemes de Catullus (1893), històries de Hans Christian Andersen a La petita sirena i altres contes (1893), i la traducció de Thomas Stanley d'Anacreont (1894).
La Bibliographical Society descriu Weguelin com un dels pocs artistes decoratius que rarament es va basar en el llapis, i habitualment s'expressa millor en el "rentat" que amb "la línia": "El Sr. Weguelin ha il·lustrat Anacreont de forma que aconsegueix el reconeixement dels erudits grecs, i la seva il·lustracions de Hans Andersen ha tingut una recepció àmplia i prou agraïda. Els seus dibuixos tenen moviment i l'atmosfera."
El 1893, Weguelin va pintar a l'aquarel·la per primera vegada des que havia sortit de la Slade. Va exposar The Swing a la Royal Academy, i després d'uns mesos va ser nomenat soci de la Royal Watercolour Society. Es va convertir en membre de ple dret el 1897. A partir d'aquell moment, va pintar gairebé exclusivament amb aquarel·la, i produït poc més a l'oli. Va exposar regularment a una galeria de Pall Mall Est.
Era amant de la natació i el piragüisme i va ser membre del Savile Club. En la maduresa, es va instal·lar a Hastings. Va morir el 28 d'abril de 1927.